# Susan Faludi
Susan Charlotte Faludi (New York, 18 aprile 1959) è una giornalista e scrittrice statunitense.
Ha vinto il Premio Pulitzer per il giornalismo esplicativo nel 1991 per un rapporto sull'acquisizione con leva finanziaria di Safeway Stores, un rapporto che il comitato del Premio Pulitzer ha elogiato per aver descritto i "costi umani dell'alta finanza". Ha anche ricevuto il Kirkus Prize nel 2016 per In the Darkroom, che è stato anche finalista per il Premio Pulitzer 2017 per la biografia.

## Biografia
Faludi è nata nel 1959 nel Queens ed è cresciuta a Yorktown Heights. È nata da Marilyn (Lanning), una casalinga e giornalista, e da Stefánie Faludi (allora conosciuta come Steven Faludi e nata István Friedman), una fotografa ebrea ungherese sopravvissuta all'Olocausto che in seguito divenne una donna transgender. Anche suo nonno materno era ebreo. Susan si è laureata alla Harvard University con un Bachelor of Arts summa cum laude nel 1981, dove fu eletta Phi Beta Kappa e ha scritto per The Harvard Crimson, The New York Times, Miami Herald, Atlanta Journal Constitution, San Jose Mercury News e The Wall Street Journal.
Durante gli anni '80 ha scritto diversi articoli sul femminismo e sull'apparente resistenza al movimento. Vedendo emergere uno schema, Faludi scrisse Backlash, che fu pubblicato alla fine del 1991. Nel 2008-2009 è stata borsista presso il Radcliffe Institute for Advanced Study, e durante l'anno accademico 2013-2014 è stata Tallman Scholar nel Gender and Women's Studies Program al Bowdoin College. È sposata con il collega autore Russ Rymer. Da gennaio 2013 è redattrice collaboratrice della rivista The Baffler a Cambridge, Massachusetts. Nel 2017 le è stata conferita una laurea ad honorem dall'Università di Stoccolma.

## Opere principali
Nel suo libro del 1991 Backlash: The Undeclared War Against American Women sostiene che gli anni '80 hanno visto un contraccolpo contro il femminismo, soprattutto a causa della diffusione di stereotipi negativi contro le donne orientate alla carriera. Faludi ha affermato che molti di coloro che sostengono che "il posto di una donna sia nella casa, che si prenda cura dei bambini" sono ipocriti, poiché hanno mogli che lavorano come madri o, come donne, sono loro stesse madri che lavorano. Questo lavoro le è valso il National Book Critics Circle Award per la saggistica generale nel 1991. Il libro è diventato un classico testo femminista, avvertendo le donne di ogni generazione che i guadagni del femminismo non dovrebbero essere dati per scontati. Nel 2014 donne di alto profilo come le giornaliste Jill Abramson e Katha Pollitt, l'attrice e scrittrice Lena Dunham e la scrittrice femminista Roxane Gay, tra molte altre, hanno riletto ciascuno dei capitoli del libro e ne hanno esaminato la rilevanza contemporanea. Nel settembre 2015, Bustle.com ha incluso Backlash nell'elenco dei 25 Bestseller degli ultimi 25 anni.
Nel suo libro del 1999 Stiffed: The Betrayal of the American Man analizza lo stato dell'uomo americano, sostenendo che mentre molti di coloro che detengono il potere sono uomini, la maggior parte dei singoli uomini ha poco potere. Gli uomini americani sono stati educati per essere forti, sostenere le loro famiglie e lavorare sodo. Ma molti uomini che lo hanno seguito si trovano ora sottopagati o disoccupati, disillusi e abbandonati dalle loro mogli. I cambiamenti nella società americana hanno colpito sia gli uomini che le donne ed è sbagliato incolpare i singoli uomini per le differenze di classe, o per le differenze evidenti nella fortuna e nelle capacità individuali, che non hanno causato e di cui uomini e donne soffrono allo stesso modo.
In The Terror Dream analizza gli attacchi terroristici dell'11 settembre 2001 alla luce di precedenti esperienze americane risalenti all'insicurezza sulla storica frontiera americana come nella Metacom's Rebellion. Faludi sostiene che l'11 settembre abbia rinvigorito in America un clima ostile alle donne, viste come deboli e più adatte a svolgere ruoli di supporto per gli uomini che le proteggono dagli attacchi. Il libro è stato definito un "lavoro tendenzioso, autoimportante e sciatto che dà una cattiva fama al femminismo" dal principale recensore di libri del New York Times Michiko Kakutani. Un altro giornalista del New York Times, John Leonard, ha dichiarato: "In The Terror Dream una scettica Faludi legge tutto, ripensa a tutti, guarda troppa TV chiacchierona ed esce dagli archivi e dall'id pulp come un esorcista e una pentesilea". Sarah Churchwell in The Guardian dice: "Alla fine Faludi è colpevole delle sue stesse esagerazioni e della creazione di miti, rendendo le sue argomentazioni sottomesse". D'altra parte, il Kirkus Reviews ha affermato che il libro è "un'analisi ricca e incisiva della surrealtà della vita americana sulla scia dell'11 settembre" e che è "brillante, illuminante ed essenziale". Nel recensire il libro per Fresh Air, Maureen Corrigan ha elogiato Faludi per la sua "caratteristica moderazione e profondità di ricerca" e per la sua "rigorosa insistenza sulla verità".
In the Darkroom, pubblicato nel 2016, tratta della "fluidità e binarietà" della "transessualità moderna", ispirata dal padre di Faludi che si presenta come una donna transgender.

## Faludi e il femminismo
Faludi ha respinto l'affermazione avanzata dai critici secondo cui esiste una "ortodossia femminista rigida e monolitica", facendo notare in risposta di essere in disaccordo con Gloria Steinem sulla pornografia e con Naomi Wolf sull'aborto.
Come Gloria Steinem, Faludi ha criticato l'oscurantismo prevalente nella teorizzazione accademica femminista, dicendo: "C'è questo tipo di specializzazione restrittiva e l'uso di un linguaggio codificato ed elitario di decostruzione o nuovo storicismo o come lo chiamano questi giorni, che è a mio avviso impenetrabile e non particolarmente utile". Ha anche definito "la relazione amorosa del femminismo accademico con il decostruzionismo" come "sdentata" e ha ammonito che "distrae dall'impegno costruttivo con i problemi del mondo pubblico".

## Opere

### Libri
- Susan Faludi, Backlash: The Undeclared War Against American Women, New York, Crown, 1991.
- Faludi, Susan, Stiffed: The Betrayal of the American Man, New York, William Morrow, 1999.
- Faludi, Susan, The Terror Dream: Fear and Fantasy in Post-9/11 America, New York, Metropolitan Books, 2007.
- Faludi, Susan, In the Darkroom, New York, Metropolitan Books, 2016.

### Saggi e reportage
- Faludi, Susan, Death of a revolutionary : Shulamith Firestone helped to create a new society. But she couldn't live in it., in The New Yorker, vol. 89, n. 9, 15 aprile 2013,  pp. 52-61.
- Faludi, Susan, Facebook feminism, like it or not, in The Baffler, vol. 23, n. 23, 2013,  pp. 34-51, DOI:10.1162/BFLR_a_00166.
- Faludi, Susan, (ottobre 2010) "American Electra: Feminism's Ritual Matricide" Harper's : 29–42.
- Susan Faludi, The Reckoning: Safeway LBO Yields Vast Profits but Exacts a Heavy Human Toll, in The Wall Street Journal, 16 maggio 1990.